# 존 로건 (1868년)
존 윌리엄 로건(영어: John William Rogan, 1868년 2월 16일 ~ 1905년 9월 11일)은 역사상 두 번째로 키가 큰 것으로 알려진 사람이다. 그의 키는 267 cm였다고 한다. 그보다 키가 컸던 것으로 알려진 사람은 로버트 워들로 한 사람뿐이다.

## 생애
존 로건은 1868년 2월 16일 미국 테네시주 헨더슨빌에서 태어났다. 그의 아버지는 해방 노예 윌리엄 로건으로, 존은 열두 명의 자녀 중 넷째였다. 존 로건은 13살 때부터 거인증 때문에 키가 몹시 빨리 자라기 시작했다. 이는 관절 강직(관절이 굳어지는 증세)으로 이어졌고, 1882년부터는 일어서거나 걷지 못하게 되었다.
그는 육체 노동을 할 수 없었기 때문에 기차역에서 엽서나 그림을 팔며 생계를 꾸렸다. 1897년 캔자스 시티 저널에 실린 기사에 따르면 그가 그린 그림 몇 점이 공개되었다고 한다. 그는 상당한 유명세를 얻었지만 서커스나 카니발에 들어오라는 제안은 모두 거부했다.
1899년에 로건의 키는 259 cm (8피트 6인치)에 달했고 신문에 자주 등장했다. 그는 염소가 끄는 수레를 휠체어처럼 썼다. 그를 만난 사람들은 그가 낮은 목소리와 장난기 많은 성격을 지녔다고 적었다. 1905년 9월 12일에 그는 관절 강직의 합병증 때문에 37세의 젊은 나이로 사망하였다. 그의 시신은 의사나 도굴꾼이 가져가지 못하도록 콘크리트 밑에 묻혔다고 전해진다. 그가 매장된 정확한 위치는 알려지지 않았다.
로건의 손 길이는 30,48 cm, 발 길이는 41 cm에 달했다. 그의 최대 키는 267 cm (8피트 10인치)에 달했지만 몸무게는 93 kg (205파운드)밖에 나가지 않았다. 기록상 로건은 가장 키가 컸던 흑인이고 모든 사람 가운데 두 번째로 컸다. 로버트 워들로가 로건의 키를 넘은 것은 21살 때였다.